# Spoorlijn Conflans-Sainte-Honorine - Éragny-Neuville
De Spoorlijn Conflans-Sainte-Honorine - Éragny-Neuville is een Franse spoorlijn van Conflans-Sainte-Honorine naar Éragny. De lijn is 2,7 km lang en heeft als lijnnummer 336 000.

## Geschiedenis
De lijn werd aangelegd door de Compagnie des chemins de fer de l'Ouest en geopend op 1 juni 1892.

## Treindiensten
De SNCF verzorgt het personenvervoer op dit traject met Transilien treinen.
| Serie   | Treinsoort        | Route | Bijzonderheden |
| ------- | ----------------- | --- | -------------- |
| Trans J | Transilien (SNCF) | Paris Saint-Lazare – [ Argenteuil – [ Ermont - Eaubonne ] / [ Cormeilles-en-Parisis – Conflans-Sainte-Honorine – [ Pontoise – Boissy-l'Aillerie – Gisors ] / [ Mantes-la-Jolie ] ] ] / [ Les Mureaux – Mantes-la-Jolie – Vernon - Giverny ] |                |

## Aansluitingen
In de volgende plaatsen is of was er een aansluiting op de volgende spoorlijnen:
Conflans-Sainte-Honorine
RFN 334 000, spoorlijn tussen Paris-Saint-Lazare en Mantes-Station
RFN 336 306, raccordement van Fin-d'Oise
Éragny-Neuville
RFN 338 000, spoorlijn tussen Achères en Pontoise

## Elektrische tractie
De lijn werd in 1967 geëlektrificeerd met een spanning van 25.000 volt 50 Hz.